# Église Saint-Jacques de Vignec
L'église Saint-Jacques de Vignec est une église catholique du XIXe siècle située à Vignec, dans le département français des Hautes-Pyrénées en France.

## Localisation
L'église Saint-Jacques est située au sud du village, au bord du ruisseau de Saint-Germais et de la route départementale D 223.
  
Elle fut établie au milieu de la prairie, à Prat de Bidaou, plus proche du village que la précédente.

## Historique
L'église actuelle a été construite au XIXe siècle sous le vocable de saint Jacques après la destruction de l'ancienne église paroissiale Saint-Pierre. Sous l'Ancien Régime, Vignec était le siège d'une cure principale avec deux annexes : Soulan et Cadeilhan-Trachère.

La paroisse est mentionnée dès le Moyen Âge. La première église, dont l'origine n'est pas connue, a probablement été placée dès cette époque sous le vocable de saint Pierre. Dans les années 1660, lorsque les églises du diocèse furent réaménagées dans le cadre de la Contre-Réforme, le chœur fut orné d'un retable de bois sculpté et doré, elle était située dans l'enceinte du cimetière et fut démolie en vers 1850 en raison de sa vétusté.

L'église actuelle, placé sous le vocable de saint Jacques, a été bâtie à partir de 1851, sur les plans d'Eugène Loupot. Fragilisée par un tremblement de terre, elle a été fermée en 1859 pour des travaux de consolidation et fut rouverte en 1861.

## Architecture
La façade présente de nombreux éléments de style néo-roman :
- le tympan orné d'un chrisme (monogramme du Christ) et d'une frise en damier ;
- les frises à décor de boules, sur lesquelles reposent les voussures ;
- la baie géminée percée dans le clocher-tour.

À l'intérieur, la nef  couverte  d'une fausse voûte berceau plein cintre, est doublée de collatéraux et se termine par une abside semi-circulaire
Dans le chœur sont placées deux statues se saint Pierre et saint Paul, qui proviendraient du retable de l'ancienne église et s'y trouve également une statue en bois de polychrome d'une Vierge à l'Enfant assise datée du XVe siècle.

## Galerie

Sélection de vues diverses
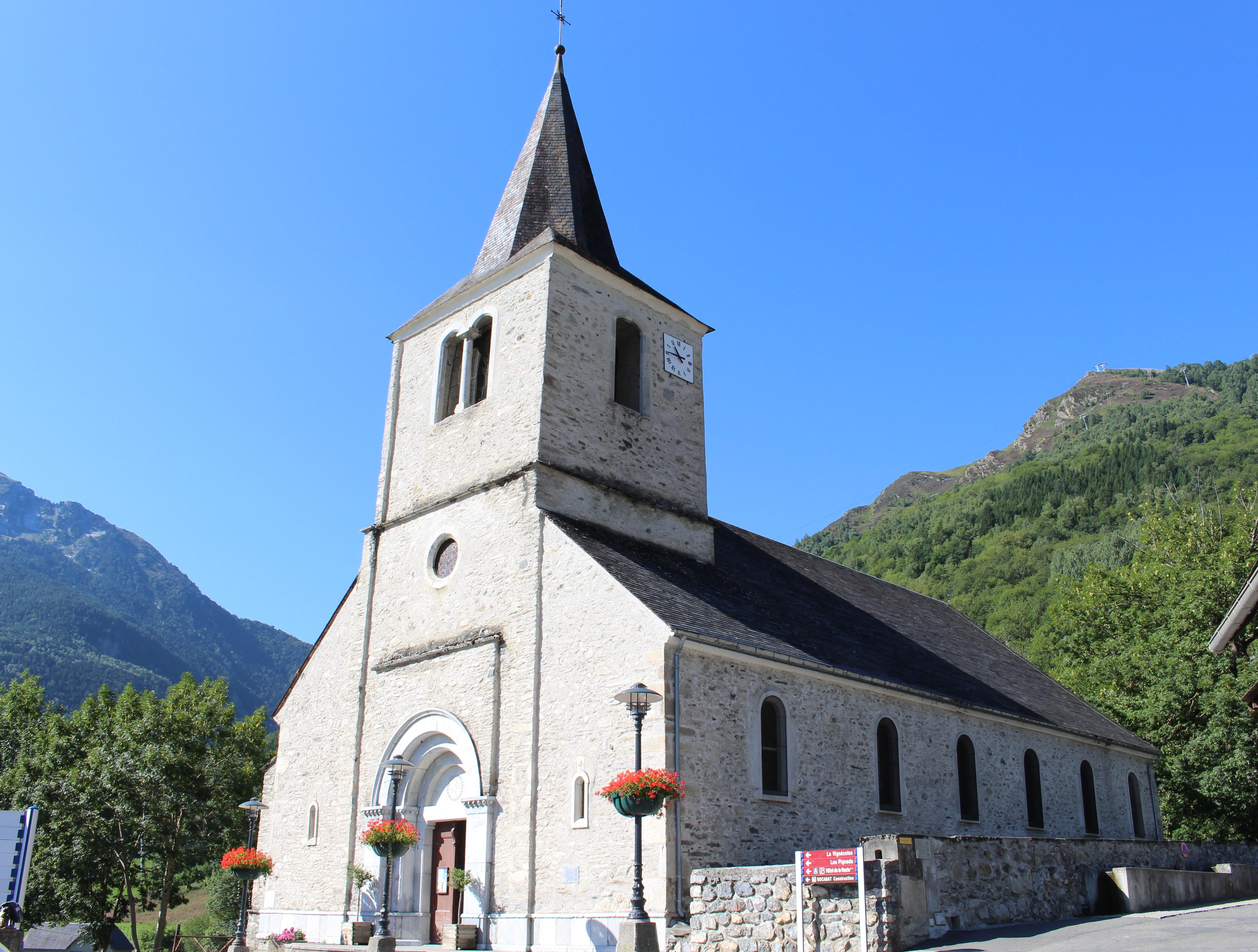
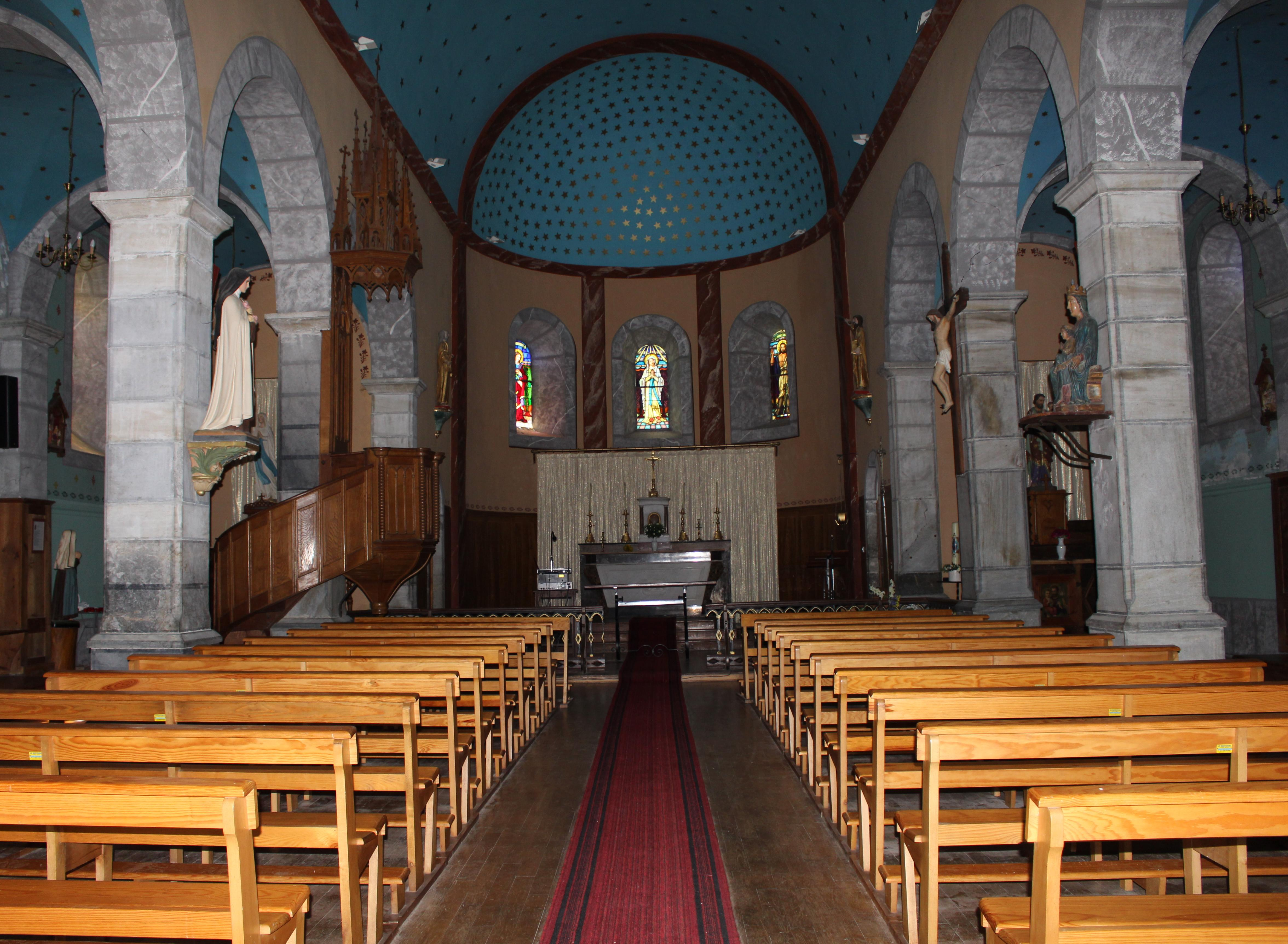
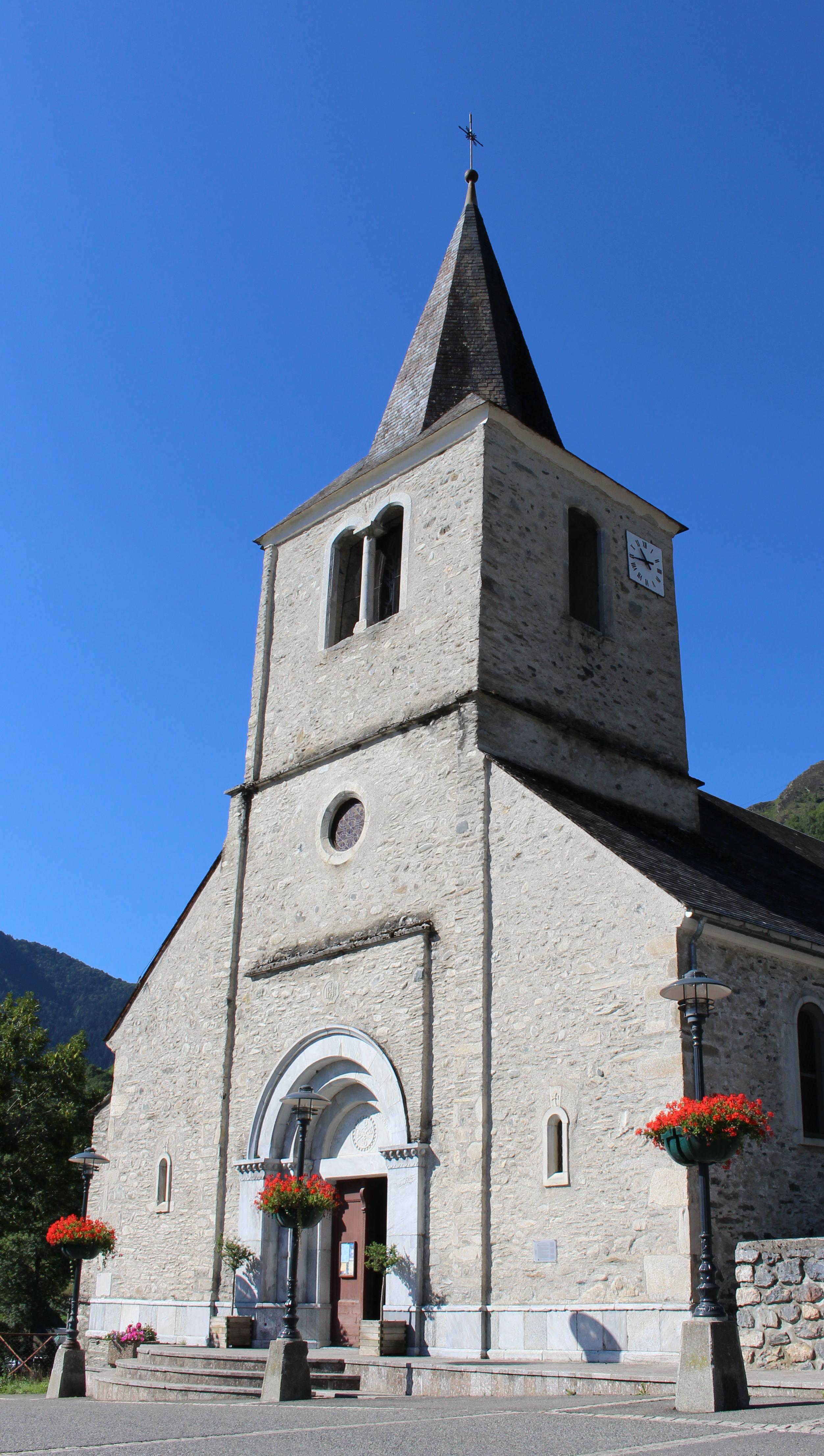
clocher
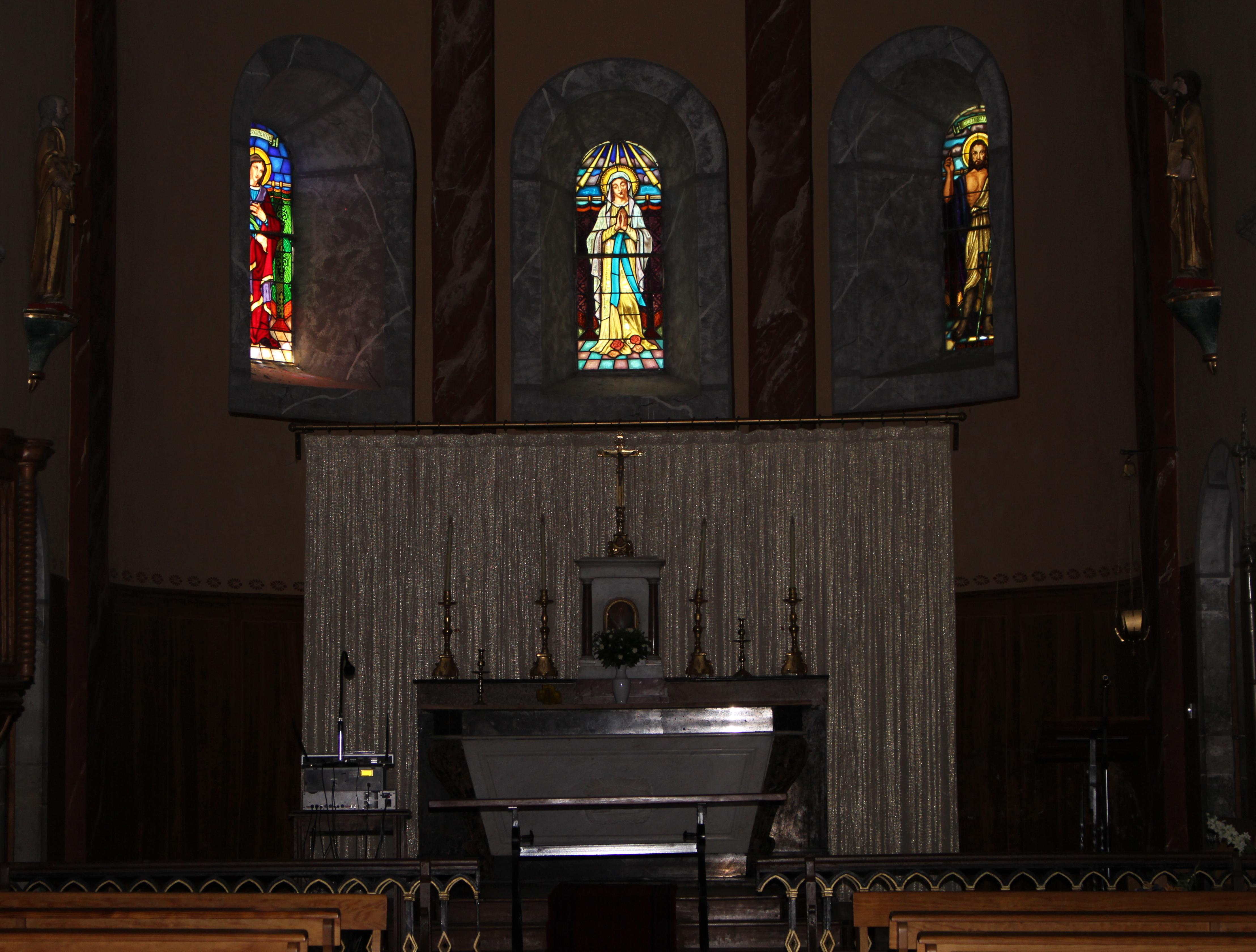
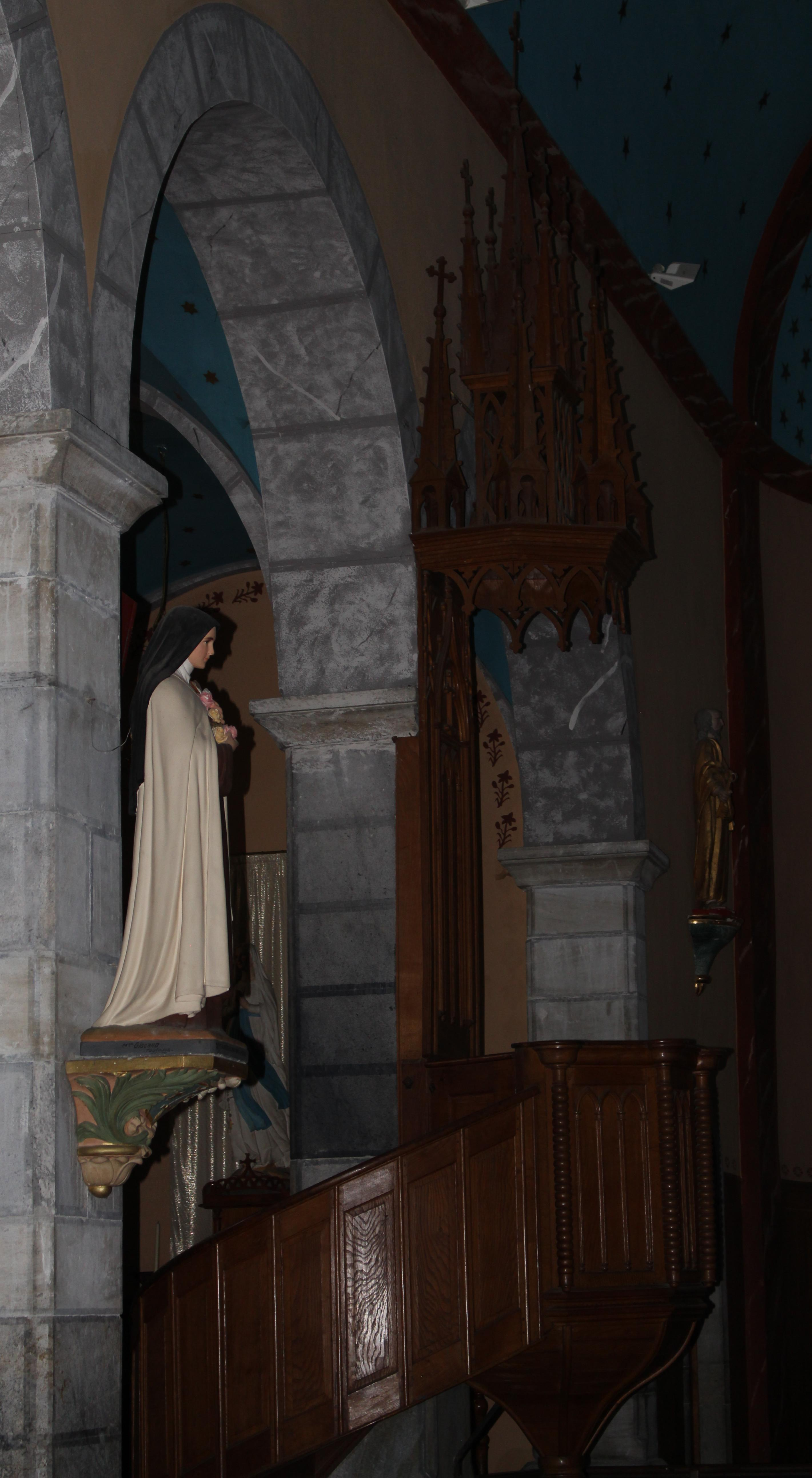
chaire